# Daniel Wilde
Daniel Wilde (ur. 1 sierpnia 1975) – niemiecki zapaśnik startujący w stylu wolnym. Siódmy na mistrzostwach świata w 2002. Jedenasty na mistrzostwach Europy w 2001. Brązowy medalista wojskowych MŚ w 2002. Szósty w Pucharze Świata w 2002 i 2003 roku.
Mistrz Niemiec w 2000 i 2001; drugi w 1994 i 1999, a trzeci w 1997.